# Pallisentis allahabadii
Pallisentis allahabadii är en hakmaskart som beskrevs av Agarwal 1958. Pallisentis allahabadii ingår i släktet Pallisentis och familjen Quadrigyridae. Inga underarter finns listade i Catalogue of Life.